# Ernst Christian Gottlieb Jens Reinhold
Ernst Christian Gottlieb Jens Reinhold (* 18. Oktober 1793 in Jena; † 17. September 1855 ebenda) war ein deutscher Philosoph.

## Leben
Ernst Christian Gottlieb war der Sohn des Philosophen Carl Leonhard Reinhold und dessen am 18. Mai 1785 geheirateten Frau Sophie Katharina Susanne Wieland (* 19. Oktober 1768 in Biberach; † 1. September 1837 in Kiel), die älteste Tochter des Christoph Martin Wieland. Seine erste Ausbildung erhielt er in Kiel und immatrikulierte sich am 1. Februar 1808 an der Universität Kiel. Danach besuchte er noch das Katharineum zu Lübeck bis Ostern 1810 und nahm erst dann das Studium auf. 1817 wurde er Gymnasiallehrer in Kiel. 1819 promovierte er in Kiel zum Doktor der Philosophie und habilitierte sich im selben Jahr an der Universität Jena. 1820 wurde er Subdirektor des Gymnasiums in Kiel, wirkte ab 1822 als Privatdozent an der Universität Kiel und wurde 1824 ordentlicher Professor der Logik und Metaphysik an der Universität Jena.
In Jena erhielt er den Titel eines Hofrats und geheimen Hofrats von Sachsen-Weimar. Reinhold war vor allem als Vertreter der Philosophie von Immanuel Kant etabliert. Zudem beteiligte er sich auch an den organisatorischen Aufgaben der Salana und war im Sommersemestern 1832, 1841, sowie im Wintersemester 1848 Rektor der Alma Mater. Sein Sohn Karl Reinhold (* 13. Juni 1822 in Kiel; † 3. Juni 1910 in Weimar) promovierte zum Doktor der Rechte, wurde geheimer Justizrat und sächsischer Landgerichtsdirektor in Weimar.

## Werke (Auswahl)
- Versuch einer Begründung und neuen Darstellung der logischen Formen. Leipzig 1819 (reader.digitale-sammlungen.de)
- De genuinis Theocriti carminibus et suppositiciis. Jena 1819. (reader.digitale-sammlungen.de)
- Berichtigung einiger Missverständnisse, welche in Fries Vertheidigung seiner Lehre von den Sinnesanschauung gegen meine Angriffe sich eingeschlichen haben. Leipzig 1820.
- Grundzüge eines Systems der Erkenntnislehre und Denklehre. Schleswig 1822. (reader.digitale-sammlungen.de)
- Commentatio de notione scepticae philosophandi rationis. Jena 1824. (reader.digitale-sammlungen.de)
- Karl Leonhard Reinhold’s Leben und litterarisches Wirken, nebst einer Auswahl von Briefen Kant’s, Fichte’s, Jacobi’s und andrer philosophirender Zeitgenossen an ihn, mit dem Bildniß Karl Leonhard Reinhold’s. Jena 1825. (reader.digitale-sammlungen.de)
- Die Logik oder die allgemeine Denkformenlehre. Jena 1827. (books.google.de)
- Theorie des menschlichen Erkenntnisvermögens. Jena 1827
- Handbuch der allgemeinen Geschichte der Philosophie. Gotha 1828 bis 1830, 2. Bde., Gotha 1828, 1. Bd. (books.google.de); Gotha 1829, 2. Bd., Teil 1 (books.google.de); Gotha 1830, 2. Bd., Teil 2 (books.google.de); 3. Aufl. Jena 1845, 1. Bd. Online, 2. Bd. (books.google.de)
- Theorie des menschlichen Erkenntnissvermögens und Metaphysik. 2. Bde., Gotha & Erfurt, 1832, Bd. 1 (books.google.de); Gotha & Erfurt, 1835, Bd. 2, (books.google.de)
- Beytrag zur Erläuterung der Pythagorischen Metaphysik, nebst einer Beurtheilung der Hauptpuncte in Herrn Professor Henrich Ritter’s Geschichte der Pythagorischen Philosophie. Jena 1827 (reader.digitale-sammlungen.de)
- Lehrbuch der philosophisch-propädeutischen Psychologie und formale Logik. Jena 1835. (dlc.mpdl.mpg.de), 2. Aufl. Jena 1839 (reader.digitale-sammlungen.de)
- Lehrbuch der Geschichte der Philosophie. Jena 1836 (reader.digitale-sammlungen.de); 2. Aufl. Jena 1839 (reader.digitale-sammlungen.de); 3. Aufl. 1849.
- Die Wissenschaften der praktischen Philosophie im Grundrisse. Jena 1837,  3. Bde., 1. Abt. Online, 2. und 3. Abt. (reader.digitale-sammlungen.de)
- Progr. Quaestio ad Platonis physiologiam pertinens. Jena 1840.
- Progr. De interpretatione tes prolepseos Epicureae in Ciceronis libro primo de Natura Deorum. Jena 1840.
- System der Metaphysik. 2. Auflage. Jena 1842, 3. Aufl. Jena 1854. (reader.digitale-sammlungen.de)
- Geschichte der Philosophie nach den Hauptmomenten ihrer Entwicklung. Jena 1845. 3. Bde., 1. Bd. (reader.digitale-sammlungen.de), 2. Bd. (reader.digitale-sammlungen.de); 4. Aufl. Jena 1854, 1. Bd. (reader.digitale-sammlungen.de), 2. Bd., (reader.digitale-sammlungen.de), 3. Bd., (reader.digitale-sammlungen.de)
- Das Wesen der Religion und sein Ausdruck in den evangelischen Christenthum. Jena 1846. (reader.digitale-sammlungen.de)
- Progr. Quaestio de genuina Xenophanis disciplina. Jena 1847 (books.google.de)
- Progr. Commentationis, qua Aristotelis Theologia contra falsam Hegelianam interpretationem defenditur, Particula prima. Jena 1847. (books.google.de)
- Progr. Commentationis, qua Aristotelis Theologia contra falsam Hegelianam interpretationem defenditur, Particula altera. Jena 1848.
- Progr. Commentatio De memoria Carneadeae rationis nostra aetate non deponenda. Jena 1855.

## Weblink
- Werke von und über Ernst Christian Gottlieb Jens Reinhold in der Deutschen Digitalen Bibliothek